# 署前路
署前路在广州城区东部，东山口附近。南起庙前西街与庙前直街交会处，南延与龟岗大马路相连。北至中山一路与中山二路相接处，连接中山一路、中山二路、农林下路、东华北路，民国5年(1916年)建路，当时路旁有警察公署，故名署前路。署前路屬東山的核心地帶，民国二十年（1931年），广州市正式在署前路设立东山区公所。新中国成立后，东山区政府接管区公所，而後建起东山区区委政府大楼。東山區在2005年撤銷後，區政府大樓改作圖書館，原位於盤福路的越秀区图书馆搬遷自此，舊館降級為分館。

## 邻近建筑
署前路附近建筑有：
- 廣州鐵路文化宮
- 陈树人纪念馆
- 越秀区图书馆
- 署前路小学
- 東山百貨大樓

## 公共交通
- 广州地铁1号线广州地铁6号线 東山口站在署前路北側設有出口E、F。
- 署前路南側路口為東山（署前路）總站

| 東山（署前路）總站 | 東山（署前路）總站 | 東山（署前路）總站 | 東山（署前路）總站 | 東山（署前路）總站 |
| 编号               | 路线               | 路线               | 路线               | 备注               |
| ------------------ | ------------------ | ------------------ | ------------------ | ------------------ |
| 1                  | 芳村花园南门       | ⇆                  | 东山（署前路）     |                    |
| 40                 | 东山（署前路）     | ⇆                  | 广医附属中医院     |                    |

### 地鐵十號線設站爭議
2017年由國家發改委批覆公開的《廣州市城市軌道交通近期建設規劃（2016-2022年）》中，首次可見署前路站。在公示10號線第二次環境影響評價、可行性研究報告及環評報告書全本等時亦有提及到本站。
設計之初，本站有考慮設置為換乘站，但在初步設計階段及環境評價、工程許可招標等階段，署前路站又取消了換乘計劃，而不會建設換乘通道。雖可行性報告的批覆意見指出，應力爭兩站按換乘站設計，以增強整個線網的通達性。但因徵拆範圍涉及文保以及市民關注原因，在2020年引發輿論風波。而设计单位广州市交通规划研究院相关负责人解释，该设计方案可缓解1号线和10号线在体育西路换乘的压力，减轻东山口地铁站进出站压力。规划、设计部门同时表示，后续还有文化遗产评估，发布正式征收公告仍需较长时间。在輿論壓力下，廣州地鐵於11月4日公佈，經與市、區等部門討論再修改拆迁方案，陈树人纪念馆、越秀区图书馆等處於西段的建築暂不拆迁，换乘通道因而暂缓建设，留待远期实施；而東段廟前北街北側街區部分建筑仍在拆迁範圍。地鐵方面強調該地段建築未有被評為不可移動文物、歷史建築或歷史風貌建築，也不在街區劃定的核心保護范圍和建設控制地帶内。
10號線隨後的施工過程中，盾構機直接通過本站預定位置，未有預留站體結構。若要加站则需拆除盾构隧道，且10号线需中断运营，意味着本站实施概率极低。
2025年3月，地铁方面宣布10号线西塱-天河路段建设进度时，提到该段车站数目由14座变为13座，间接提示本站已被取消。